# コダック・ブラック
コダック・ブラック（Kodak Black、本名: Dieuson Octave、1997年6月11日 - ）は、アメリカ合衆国フロリダ州ポンパノビーチ出身のラッパー、歌手、ソングライター、ヒップホップミュージシャン。
2014年の楽曲「No Flockin」で知名度を獲得。デビューアルバム『Painting Pictures』（2017年）は米ビルボード200で3位を記録、収録曲「Tunnel Vision」が全米6位のヒットとなる。2作目のアルバム『Dying to Live』（2018年）は全米1位を記録し、収録曲「Zeze」はBillboard Hot 100で2位を記録した。2020年には3作目『Bill Israel』をリリースしている。

## 来歴
1997年6月11日、コダック・ブラックはフロリダ州ポンパノビーチでハイチ系移民の息子として生まれる。コダック・ブラックはポンパノビーチの公営住宅であるゴールデン・エーカーズで母親に育てられた。
コダック・ブラックは小学生の頃からラップを始め、放課後に音楽を録音するようになる。語彙を増やすために類語辞典や辞書を読んで青春時代を過ごした。友達との乱闘や家宅侵入を頻繁に行なっており、小学5年生の時にはケンカで退学になる。中学時代には自動車窃盗で逮捕された。
2009年、コダック・ブラックは12歳の時にJ-Blackの名でBrutal Youngnzというラップグループに加入、その後The Kolyonsという地元のラップグループにも加入した。
2013年12月にコダック・ブラックは初のミックステープ『Project Baby』をリリースした。2014年12月にはミックステープ『Heart of the Projects』を、2015年12月にはミックステープ『Institution』をリリースしている。
2015年10月、ドレイクがコダック・ブラックの楽曲「Skrt」に合わせて踊る動画を投稿し話題になる。同月、アトランティック・レコードと契約を結んだ。
2016年6月、4作目のミックステープ『Lil B.I.G. Pac』をリリースする。同月、XXL誌の「フレッシュマン・クラス」の1人に選ばれた。
2017年2月17日、シングル「Tunnel Vision」をリリースし全米6位のヒットとなる。3月31日、デビュー・スタジオ・アルバム『Painting Pictures』をリリースし、全米3位を記録した。 8月18日にはミックステープ『Project Baby 2』をリリースした。
2018年2月14日にミックステープ『Heart Break Kodak』をリリースした。12月14日、2作目のアルバム『Dying to Live』をリリースし初の全米1位を獲得した。収録曲「Zeze」はBillboard Hot 100で2位を記録するなどヒットした。
2020年11月11日、3作目のアルバム『Bill Israel』をリリースした。

## 音楽性
コダック・ブラックの音楽は犯罪についてのものが多く、ブージー・バッダスやチーフ・キーフからの影響を受けている。
リリックについて、2016年のThe Fader誌は「貧困に苦しむ環境で生きることが意味する、常に苦悩している状態を明確に表現している」と評している。また「その声がアメリカの片隅での生活の真のイラストとして評価されたモブ・ディープやリル・ウェインなど、90年代のティーンエイジャーのラッパーを彷彿とさせるような方法で、感情的に知的な観察を行っている」と評価している。

## 人物

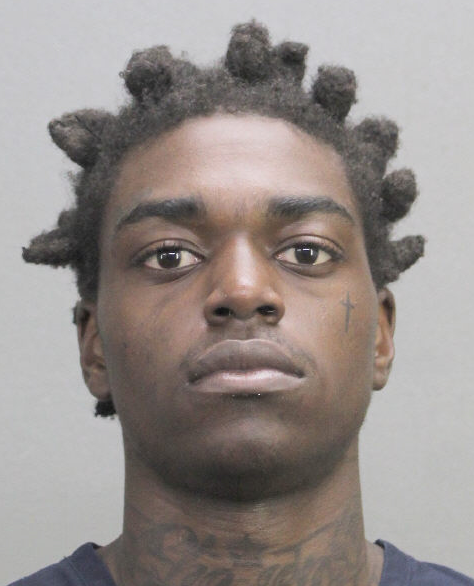
逮捕された際のマグショット（2016年）

### 慈善事業
2018年12月20日、コダック・ブラックはフロリダ州ブロワード郡のパラダイス・チャイルドケアに、地域の子どもたち150人にプレゼントを提供するために寄付をした。さらに、同団体の毎年恒例のクリスマスパーティーのために5,000ドルを寄付している。
2018年末には、職務中の銃撃戦で死亡したサウスカロライナ州の警察官テレンス・カーレイウェイに2,500ドルを寄付した。
2019年5月3日、コダック・ブラックはペイジ・クックという少女に12,500ドルを寄付した。この少女の目標は、低所得者層の多いテキサス州のクレバーン独立学区の7,600人の生徒全員に鉛筆とノートをプレゼントすることだった。ペイジは40,000本以上の鉛筆を購入するのに十分な資金を集めている。
2019年コロラド州で起きたSTEM銃乱射事件を受けて、コダック・ブラックの弁護士は5月11日に犯人に突進して射殺されたケンドリック・レイ・キャスティロの遺族に連絡を取り、キャスティロの葬儀費用の支払いと、理工系の大学への進学を希望する学生への年間1万ドルの奨学金を設定することを申し出た。彼の弁護士は、家族からの返事はまだないと述べている。
またコダック・ブラックは、ラッパーでコラボレーターのXXXTentacionが亡くなった際に、彼の息子に5万ドルを寄付したとされる。XXXTentacionとは2018年に殺害されるまで友人だった。

### 事件
2015年10月、ポンパノビーチで逮捕され、強盗、暴行、児童虐待、大麻所持の罪に問われたが、後に釈放された。
2016年4月、コダック・ブラックはフロリダ州ハランデールビーチで逮捕され、凶器の所持、マリファナの所持、警官からの逃亡の罪で起訴された。5月、フロリダ州ブロワード郡で逮捕され、武装強盗と偽装監禁の罪で起訴された。
2016年8月、フロリダ州フォートローダーデールの法廷に出廷し、すべての容疑に異議を申し立てず、司法取引の下、1年間の軟禁、5年間の保護観察、必要に応じた社会奉仕活動、アンガーマネジメント・クラスの受講が言い渡された。しかし、警察は2つの未解決の刑事令状を発見し、釈放されなかった。9月、コダック・ブラックは2つの軽犯罪薬物容疑に対して異議を申し立てず、4ヶ月の懲役刑を言い渡される。
コダック・ブラックはフロリダの刑務所からサウスカロライナ州フローレンスに移送され、別の性的暴行の罪に問われることになった。
2017年2月、執行猶予違反で再び逮捕された。彼は保釈金なしで拘束され、ツアーは延期された。
2017年5月4日、自宅軟禁違反によりブロワード郡刑務所で364日間の刑を言い渡されたが、6月5日に釈放された。彼は1年間の軟禁生活を続け、5年間の保護観察処分を受けることになった。
2018年1月にフロリダ州ペンブローク・パインズの自宅内で、小さな子供の周りでマリファナと銃を渡している様子を映したインスタグラムのライブ配信によって逮捕された。364日間の懲役を言い渡されたが8月18日に釈放された。
2019年4月17日、カナダから米国に入国しようとしていたコダック・ブラックの車からマリファナとグロックが見つかり国境警備隊に逮捕された。5月11日、ローリング・ラウド・マイアミでのライブの前に銃器の所持容疑で逮捕された。コダック・ブラックは、2019年1月、彼が銃器を購入する際に虚偽の申告をしたとして起訴された。11月13日、46ヶ月の懲役刑を言い渡されたと報じられた。
2020年3月11日、コダック・ブラックはグロックを持ってカナダ・アメリカ国境で拘束された後に起訴された銃器所持事件で有罪を認めた。裁判所は2年から7年の懲役を検討している。
2020年10月現在、コダック・ブラックはトムソン刑務所に服役している。

## ディスコグラフィ

### スタジオ・アルバム
- Painting Pictures （2017年）
- Dying to Live （2018年）
- Bill Israel （2020年）
- Back for Everything（2022年）
- Kutthroat Bill: Vol. 1（2022年）
- Pistolz & Pearlz（2023年）
- When I Was Dead（2023年）